# Khướu đầu đen
Khướu đầu đen (danh pháp hai phần: Garrulax milleti) là một loài chim trong họ Leiothrichidae.